# 수요 독점
경제학에서 수요 독점(monopsony)이란 수요자 1명이 독점력을 행사하는 시장 구조를 말한다. 수요 독점 이론은 경제학자 조안 로빈슨의 저서 "The Economics of Imperfect Competition"에서 제시되었다. 수요 독점에서 1명의 구매자가 다른 구매자와의 경쟁에 직면하지 않게 되므로, 완전경쟁시장의 경우보다 낮은 가격을 설정할 수 있다.

## 독점력의 원천
수요 독점인 노동시장에서 독점력의 원천은 근로자의 직업에 대한 선호와 직장을 옮기기 위한 이동 비용을 들 수 있다. 근로자가 특정한 직무에 관한 선호를 갖고 있으며, 근로자의 선호를 만족하는 직장이 적은 경우에는 기업이 노동 시장에서 독점력을 행사할 수 있다. 또한, 근로자가 이직하는 데 비용이 드는 경우에는 다른 기업이 근로자를 유인할 때 훨씬 높은 임금을 제시하여야 하는데, 이직 비용이 노동시장에 상당한 수준의 관성효과를 유발한다. 이직에 드는 비용이 높아 근로자가 쉽게 이직을 결정할 수 없게 된다면 기업은 노동시장에서 수요 독점력을 갖게 된다.

## 수요 독점 모형

### 한계 지출
수요 독점자는 우상향하는 공급 곡선에 직면하게 되므로, 구매량에 따른 한계지출(marginal expenditure)을 고려하여 의사결정을 한다. 시장의 역공급함수 {\displaystyle P_{s}(Q)}에 대하여, 수요자의 한계지출은 다음과 같다. 공급곡선은 우상향하므로 한계지출곡선은 공급곡선 위에 위치한다.
{\displaystyle ME={\frac {dP_{s}(Q)\cdot Q}{dQ}}=P_{s}(Q)+{\frac {dP_{s}(Q)}{dQ}}Q}

### 노동 시장에서의 수요 독점

수요 독점인 노동 시장

수요 독점인 노동시장에서 수요자인 기업이 이윤을 극대화하는 조건은 한계수입생산(marginal revenue product, MRP)이 한계지출과 같아지는 것이다. 노동시장에서 임금은 공급곡선에서 한계수입생산과 한계지출이 같아지는 노동량에 대응하는 점 M에서 결정된다. 수요 독점 시장에서는 완전경쟁시장에 비해 노동량과 임금이 낮은 수준에서 결정된다.
수요 독점 시장에서 노동량은 경쟁시장 균형보다 낮은 수준에서 결정되므로, 삼각형 AMC만큼이 수요 독점으로 인한 사중손실이다.
수요 독점에서 시장력은 한계수입생산보다 낮은 임금을 설정할 수 있는 힘을 의미하므로, 시장력은 다음과 같은 공식으로 측정할 수 있다. 여기서, {\displaystyle \epsilon }은 노동공급곡선의 탄력성이다.
{\displaystyle E={\frac {MRP-w}{w}}={\frac {1}{\epsilon }}}

### 최저임금

수요 독점 노동 시장에서의 최저임금의 효과

만약 노동시장에서 기업이 시장력을 갖고 있다면 최저임금을 적절히 설정하는 경우 임금과 고용량이 모두 증가될 수 있다. 최저임금은 그 임금 수준에서의 공급곡선상 공급량에 도달할 때까지 한계지출곡선을 수평선으로 만드는 효과가 있다.
수요 독점에서는 한계수입생산과 한계지출이 일치하는 노동량에 대응하는 공급곡선에서의 임금 {\displaystyle w_{m}}에서 임금이 결정될 것이지만, 최저임금제의 도입으로 한계지출이 최저임금 수준의 수평선으로 바뀌게 된다. 경쟁시장에서의 임금을 최저임금으로 설정한다면 임금은 {\displaystyle w^{*}}, 노동량은 {\displaystyle L^{*}}에서 결정되게 된다.
일반화하자면, 최저임금이 적용되었을 경우에 수요자인 기업이 직면하는 공급곡선은 다음과 같아진다.
{\displaystyle w={\begin{cases}w_{min},&{\mbox{if }}w_{min}\geq \;w(L)\\w(L),&{\mbox{if }}w_{min}\leq \;w(L)\end{cases}}\,\!}
따라서, 기업이 직면하는 한계지출곡선은 다음과 같아진다.
{\displaystyle ME={\begin{cases}w_{min},&{\mbox{if }}w_{min}\geq \;w(L)\\w(L)+w'(L)\cdot L,&{\mbox{if }}w_{min}\leq \;w(L)\end{cases}}\,\!}
노동시장이 수요 독점인 경우에 최저임금을 잘 설정하면, 고용량이 줄어들지 않으면서도 근로자를 부당하게 착취하는 것을 방지할 수 있다는 시사점을 얻을 수 있다.

## 같이 보기
- 시장 구조
- 독점
- 쌍방 독점